# Арабия (пароход)
«Ара́бия» (англ. Arabia) — американский колёсный грузопассажирский речной пароход, построенный в 1853 году.
5 сентября 1856 года «Арабия» потерпела крушение и затонула на реке Миссури близ городка Парквилл. Все пассажиры и члены команды спаслись, а около двухсот тонн груза были потеряны. Предпринимавшиеся в XIX веке попытки извлечь на поверхность груз виски, якобы находившийся на борту «Арабии», были безуспешны. В последнюю четверть XIX века русло реки переместилось на восток, а останки «Арабии» оказались погребены под пятнадцатиметровым слоем наносов. В 1987 году искатели сокровищ обнаружили местонахождение «Арабии», а зимой 1988—1989 годов предприняли раскопки. Археологи-любители подняли на поверхность сохранившиеся части судна и практически весь его груз — уникальную коллекцию предметов обихода и орудий труда периода, непосредственно предшествовавшего гражданской войне в США. Большинство этих находок хранятся в общедоступном частном музее «Арабии» в центре Канзас-сити (штат Миссури).

## Постройка и служба
«Арабия» была построена в 1853 году на верфи Pringle Boat-Building Company в городке Браунсвилл, что в 25 милях от Питтсбурга. Название судна, скорее всего, связано с американской поговоркой того времени: «хорошо построенный пароход поплывёт и по пескам Аравии». При длине корпуса в 55 м «Арабия» могла взять на борт до 220 тн груза. Паровая машина с дровяной топкой обеспечивала скорость до пяти узлов против течения, расходуя до тридцати вязанок дров в сутки. Нефть ещё не вошла в обиход американских транспортников: «Арабия» освещалась фонарями на китовом жире, а не керосиновыми лампами.
В 1853—1854 годах «Аравия», принадлежавшая на паях Адаму Джекобу, Никласу Шрингеру и Джорджу Риду и приписанная к речному порту Питтсбурга, ходила по рекам Огайо и Миссисипи. В феврале 1855 года владельцы продали её за 20 тысяч долларов капитану Джону Шоу из Сент-Чарлз (штат Миссури). Шоу перебазировал пароход на запад, в бассейн Миссури, и перерегистрировал его в Сент-Луисе.
Пароход стал звеном цепи из примерно шестидесяти судов, соединявшей обжитые районы Сент-Луиса и Канзас-Сити с недавно основанными поселениям фронтира — до Северной Дакоты включительно.
На «Арабии» ехали на запад переселенцы, солдаты федеральных войск, коммивояжёры и контрабандисты. В Канзасе шла гражданская война 1854—1858 годов, и однажды на борту «Арабии» было обнаружено оружие для местных аболиционистов. Сторонники сохранения рабства чуть не линчевали пассажиров, сопровождавших опасный груз. Данных о пассажировместимости «Арабии» не сохранилось, но известно, что в последнем рейсе на ней находилось 130 пассажиров. Пассажиры делились на два класса: «палубный» (низший) и «каютный». Сохранилось датированное 1855 годом свидетельство «каютного» пассажира, рекомендовавшего «Арабию» за скорость, комфорт и безопасность. Другой пассажир, с его слов, был обманут владельцами парохода и публично призывал будущих пассажиров бойкотировать «Арабию».
Весной 1856 года Шоу, до того единоличный владелец «Арабии», передал пароход во владение товариществу, составленному из самого Шоу, некоего Джорджа Бойда, и нового капитана «Арабии», Уильяма Террилла. Сезон 1856 года с самого начала стал для «Арабии» неудачным. В марте она столкнулась с плавучим бревном и чудом осталась на плаву, а после ремонта корпуса на «Арабии» взорвался паровой цилиндр. Несмотря на аварии и ремонты, в марте-августе пароход совершил четырнадцать рейсов из Сент-Луиса вверх по течению Миссури и обратно. В двух рейсах пароход был полностью заполнен переселенцами-мормонами — американцами и эмигрантами из Англии и скандинавских стран, ехавшими из сборного пункта в Сент-Луисе на «зимние квартиры» во Флоренсе (в XXI веке — пригород Омахи, штат Небраска). Во Флоренсе состоятельные мормоны пересаживались на заранее купленные бычьи упряжки и ехали дальше, к Солёному озеру. Мормоны-бедняки шли в Юту пешком.

## Крушение
Вся широкая поверхность реки почернела от плывущих сухих коряг, сломанных сучьев и огромных деревьев, подмытых и снесенных водой. Даже днем требовалась безукоризненная точность, чтобы пробираться среди этого стремительного сплава; а ночью трудности предельно возрастали. То и дело какое-нибудь огромное бревно, плывущее глубоко под водой, внезапно выныривало прямо перед нашим килем. Пытаться обойти его было бесполезно: в нашей власти было только стопорить машины, и колесо с ужасающим грохотом ползло по бревну, а пароход давал такой крен, что у пассажиров душа уходила в пятки. Иногда мы с треском наталкивались на такое затонувшее бревно, наталкивались на полном ходу самой серединой днища, — и пароход так трещал, что казалось, будто мы сшиблись с целым материком… 

Марк Твен, «Жизнь на Миссисипи», глава X. Перевод Риты Райт-Ковалёвой

Речной транспорт на Миссури был чрезвычайно выгодным предприятием. Один рейс парохода, стоившего в среднем 15 тысяч долларов, мог принести до 80 тысяч прибыли. Однако, в отличие от спокойной в нижнем течении Миссисипи, Миссури была опасной для навигации рекой. Только в 1830-е годы на реке погибло около тысячи человек, а за весь XIX век на Миссури затонули около 400 пароходов. Судьба 289 из них точно известна: одна треть пароходов погибла от пожаров и взрывов котлов, две трети — от пробоин, полученных при столкновении с затонувшими или плавающими стволами деревьев. Река постоянно подмывала берега, вырывала с корнем деревья и уносила их по течению, — одно из таких деревьев и погубило «Арабию».
30 августа 1856 года «Арабия» отправилась из Сент-Луиса вверх по течению в Су-Сити. По воспоминаниям очевидца крушения, доктора Кёрка, на судне было много грузов, а пассажиров «немного» (в действительности — 130 человек). 5 сентября «Арабия» сделала промежуточную остановку у Западной пристани (англ. Westport landing) городка Канзас (современный Канзас-Сити), а спустя один час в излучине Киндаро, к югу от городка Парквилл, произошло столкновение. Ствол орехового дерева пробил трёхдюймовую (76 мм) деревянную обшивку корпуса и вошёл в него на три метра. Кёрк писал, что от полученной пробоины трюмы «Арабии» быстро заполнились водой, и пароход лёг на левый борт. Какие-то мужчины спешно бежали с «Арабии» на единственной шлюпке, но затем вернулись, чтобы забрать с собой женщин и детей. Все находившиеся на борту парохода, благополучно добрались до берега. Удалось спасти и личные вещи пассажиров, но ночью неизвестные воры разграбили сложенные на берегу чемоданы.
К утру 6 сентября «Арабия» лежала на дне так, что над поверхностью воды возвышалась лишь лоцманская рубка. Страховые компании решили, что заниматься спасением грузов не имеет смысла, и уже 10 сентября 1856 года начали выплаты страховых возмещений.

## Попытки подъёма
После крушения «Арабии» возникли слухи о том, что судно якобы перевозило драгоценности и четыреста бочонков (кегов) виски. В 1871 году газета Kansas City Times сообщила о том, что местные жители сумели поднять с «Арабии» несколько бочек с алкоголем и ящик с посудой. В это время корпус «Арабии» ещё возвышался над водой у правого (южного) берега Миссури. В 1877 году Роберт Тредвей и Генри Тобнер попытались добраться до грузов «Арабии», используя деревянный кессон. Они потратили две тысячи долларов, четыре месяца труда, но смогли поднять лишь ящик с фетровыми шляпами.
В последнюю четверть XIX века русло Миссури в районе крушения сместилось на полмили (0.8 км) к востоку, в сторону левого берега реки, сформировав излучину к северу от местечка Ниэрмен (в XXI веке — пригород Канзас-Сити (штат Канзас)). По сообщениям местных газет, в 1894 году корпус «Арабии» уже был погребён под девятиметровым (30 футов) слоем речных наносов, в девяноста метрах (100 ярдов) от правого берега реки. В 1896 году первую, безуспешную попытку пробиться к останкам «Арабии» предприняла компания из Парквилла. В 1897 году Гейл Хенсон, используя вертикальный стальной кессон диаметром шесть футов, сумел трижды достичь корпуса «Арабии», но не нашёл на судне никаких бочек с виски.
В 1975 году поиском «Арабии» занялись Джесси Пёрселл и Сэм Корбино — археологи, в 1968 году раскопавшие пароход «Бертран». В течение нескольких недель Пёрселл и Корбино раскапывали открытый котлован на предполагаемом месте «Арабии», но затем свернули работы, не достигнув цели.

## Раскопки 1988—1989 годов

Раскопки «Арабии» зимой 1988—1989 годов

В 1987 году поисками «Арабии» занялись Боб Хоули, его сыновья Грег и Дэвид, и их партнёры Джерри Мэкки и Дэйв Латтрелл. Хоули, потомки мормонов, покинувших Юту в XIX веке и обосновавшихся в штате Миссури, владели собственным холодильным бизнесом в Индепенденсе. Уже несколько лет они занимались поиском «сокровищ Миссури» в расчёте на быструю продажу находок, но не нашли ничего, кроме деревянных обломков и бочонка с разложившейся солониной. Грег Хоули вспоминал: «Мы были охотниками за сокровищами. Три мастера по холодильному оборудованию, один ресторатор и один парень, рывший сточные канавы». «Арабия», по воспоминаниям Грега Хоули, должна была стать пятым или шестым судном в истории семейного предприятия.
Изучив старые местные газеты, Хоули узнали, что грузы судна были застрахованы на достаточно большую сумму — десять тысяч долларов (максимальная страховка в те годы не превышала пятнадцати тысяч). Сопоставив современные и старинные карты района крушения, Хоули сделали вывод, что «Арабия» находится на территории штата Канзас, в глубине поймы к югу от правого (южного) берега Миссури. На этом месте находилась действующая ферма Нормана Сортора. Сортор согласился на проведение изысканий раскопок на его земле в обмен на пятнадцать процентов выручки от продажи находок (Грег Хоули вспоминал, что менее сговорчивые землевладельцы требовали 80 %, а на землях федерального правительства всё найденное, по закону, принадлежит государству).
В июле 1987 года, в первый день поиска на кукурузном поле Сортора Грег Хоули определил точное местонахождение «Арабии»: протонный магнитометр показал наличие массы металла в 800 м от правого берега Миссури, на глубине около 13.5 м (45 футов) ниже уровня почвы. Грунтовые воды находились на уровне не более 2 метров (6-8 футов) от уровня почвы, что требовало дорогостоящих работ по отведению воды. Раскоп следовало проводить зимой, когда уровень реки и грунтовых вод минимален. Искатели сокровищ занялись подготовкой операции и сбором средств на неё. Вначале Хоули оценили стоимость раскопок в 50-60 тысяч долларов, затем в 250 тысяч. Этой суммы хватило всего на три недели работ, — а вся операция обошлась около миллиона.
7 ноября 1988 года учреждённая Хоули, Сортором и Джерри Мэкки компания приступила к работам. Чтобы отвести воду от котлована, по его периметру были забурены двадцать 65-футовых (21.5 м) скважин-колодцев, почти достигавших скального основания. Днём насосы общей производительностью 75 кубометров (20 тысяч галлонов) в минуту непрерывно откачивали воду и сбрасывали её по проложенным трубам в Миссури — так внутри насыщенного водой грунта появился «сухой» островок, опиравшийся на водонепроницаемое основание. Морозными ночами, чтобы лёд не повредил трубы, насосы отключали, а трубопроводы разбирали и сливали. 13 ноября Хоули начали раскоп, 26 ноября он достиг корпуса «Арабии».
30 ноября искатели сокровищ подняли на поверхность первый найденный предмет — пару резиновой обуви, 5 декабря они нашли первый целый деревянный ящик с товаром — в нём находилась единственная фарфоровая ваза, тщательно обёрнутая жёлтой соломой. Подъём, сортировка и первичная консервация грузов «Арабии» заняла три месяца. Хоули знали, что найденные предметы из дерева, бумаги и других органических материалов следует немедленно законсервировать. Лучшим способом консервации они считали охлаждение находок до температуры в +2 °С (+36 °F). Деревянные изделия следовало хранить в охлаждённой воде. Когда все имевшиеся под рукой холодильники оказались переполнены, Хоули заполнили антиквариатом холодильники в ресторане Мэкки. Грег Хоули вспоминал, что местный санитарный инспектор, узнав об этом, «устроил припадок» (англ. nearly had a fit), но не стал преследовать нарушителей. В начале февраля 1989 года были подняты котлы, паровая машина, одно из двух гребных колёс и форштевень парохода, и найденное в трюме бревно, которое, скорее всего, и потопило «Арабию». 11 февраля 1989 года Хоули отключили насосы, и в течение нескольких часов вода полностью заполнила котлован.

## Находки
| - Консервированные ягоды - Патентованные лекарства - Косметика - Фарфор - Сигары |

Товары, найденные на «Арабии», отчасти изменили представления историков о быте первопроходцев Запада США. «Арабия» везла немало предметов роскоши и деликатесов американского и европейского происхождения — всё это было доступно обеспеченным жителям американского фронтира. По словам директора Канзасского исторического музея Боба Кекайзена, находки «противоречили нашему пониманию жизни фронтира … прошло всего два года с момента провозглашения Канзаса территорией, а здесь уже было столько таких [изысканных] товаров. Эти товары доказывают, что прибытие переселенцев-пионеров и строительство городов происходили одновременно, что переселенцы ценили предметы роскоши, а некоторые из них были в состоянии купить их. Запад отнюдь не был „выпускным клапаном“ для неудачников, не сумевших выбиться в люди на Востоке. Переселенцы, заказывавшие эти вещи, представляли средний класс …».
Консервированные вишни в коньяке были изготовлены во Франции, консервированные огурцы в «готических» бутылках в Нью-Йорке. Один из старателей, Джерри Мэкки, не удержался и попробовал огурцы урожая 1855 года — они оказались вполне съедобными. На «Арабии» были устрицы, сыры, кофе в зёрнах и сигары. Самые изящные бутылки были наполнены перечным соусом местного, сент-луисского, производства (до изобретения бытовых холодильников перечный соус, удачно маскировавший запах и привкус несвежих продуктов, был одним из самых востребованных в США продуктов). Помимо консервированных продуктов, на борту «Арабии» были и патентованные банки для консервирования — керамические сосуды с многоразовыми металлическими крышками, герметизируемые горячим воском). На пароходе было много ящиков с бутылками джина, вина, сидра и коньяка, но никаких бочонков с виски. Единственный найденный бочонок был заполнен элем.
На «Арабии» было найдено немало косметики и лекарств — пилюли, мази и микстуры с названиями вроде «Отхаркивающее доктора Джонса», «Мазь для нервов и костей», «Мексиканский мустанг». Духи, найденные на «Арабии», вполне сохранили свои свойства. Позже, когда Хоули учредили музей «Арабии», они отослали духи с «Арабии» на анализ в Нью-Йорк, а затем заказали изготовление современных копий для продажи посетителям музея.
| - Обувь - Скобяные товары - Инструменты - Оружие (в ящичке - бронзовые пороховницы) - Типография для мормонов из Каунсил-Блафс |

Помимо бутылок, банок, графинов на «Арабии» нашли около двух тысяч фарфоровых и фаянсовых предметов, в том числе производства фабрик Веджвуда. Основную массу найденного, впрочем, составили обычные предметы повседневной жизни — четыре тысячи предметов обуви, от детских туфелек до кавалерийских ботфортов, оружие, масса инструментов и скобяных товаров.
Методы раскопок Хоули вызвали жёсткую критику археологов-профессионалов. Участники раскопок не были археологами и не владели приёмами профессиональной работы с археологическими находками. Технологии консервации они «изучили» за несколько встреч с представителями Канадского археологического института. Исполняя букву закона штата Канзас, они наняли на время работ археолога, но тот, по мнению археолога Аннализ Корбин, не выполнил профессионального долга. Хоули подняли на поверхность двести тонн груза, но при этом уничтожили массу иных исторических свидетельств, которые, как доказал опыт раскопок «Бертрана», можно было сохранить. Ни Хоули, ни нанятый ими археолог не вели полноценных поисковых журналов, да и не имели времени на документирование находок. Как следствие, утеряны сведения, которые могли бы увязать находки с личностями их владельцев. По счастливой случайности, история сохранила имена всех получателей оптовых грузов «Арабии», — но не имена пассажиров. Хоули оправдывались тем, что даже при наличии средств они должны были работать быстро, не отвлекаясь на бумаги: каждый день задержки приводил к разрушению раскопанных, но ещё не законсервированных органических предметов. В любом случае, по соображениям безопасности все работы надо было завершить до весенних дождей.

## Музей
| - Выставочные залы - Форштевень - Паровая машина - Гребное колесо - Бревно, утопившее «Арабию» |

Семьи Хоули и Мэкки начали раскопки с единственной целью — заработать на распродаже найденного. Однако уже во время раскопок они поняли, что найденное на «Арабии» представляет ценность прежде всего как целостная коллекция. Открыв, со слов Дэвида Хоули, «портал в прошлое» и пережив три месяца «непрерывного Рождества», старатели отказались от распродажи находок с аукциона и решили сосредоточить их в музее, под одной крышей. Фермер Сортор, узнав о перемене в планах, отказался от своей доли в найденном, — он лишь забрал себе «двадцать пять вещиц для внуков»".
Хоули арендовали большой охлаждаемый склад, перевезли туда находки и приступили к методической, на этот раз профессиональной, консервации и документированию коллекции. Эта работа заняла многие годы. Восстанавливая по восемьдесят предметов обуви в год, к 2005 году Хоули подготовили к экспонированию всего 955 предметов, одну четверть найденного". К лету 2006 года было описано не более 70 % коллекции.
Параллельно с этой работой Хоули собственными силами строили в центре Канзас-Сити здание музея — оно обошлось в 750 тысяч долларов, в семь раз дешевле, чем самое скромное предложение сторонних подрядчиков. Музей открылся для посетителей в 1991 году. Здесь, по утверждению Грега Хоули, сосредоточена крупнейшая в мире коллекция предметов периода, непосредственно предшествовавшего гражданской войне в США. В зале выстроен макет палубы судна в натуральную величину, на который смонтированы сохранившиеся судовые механизмы, гребное колесо, форштевень и якорь. Витрины, обрамляющие «палубу», заполнены массой подлинных предметов с «Арабии».